# Kabamaru
Igano Kabamaru (伊 賀 野 カ バ 丸) és una sèrie de manga japonesa escrita i il·lustrada per Yū Adzuki. El protagonista principal és un jove ninja ingenu de la província de Iga anomenat Kagemaru (ombra absoluta), però que té el nom de Kabamaru (boca d'hipopòtam) per la seva insaciable gana. Després de la mort del seu estricte avi i sensei (el qual és un Ninja), Kabamaru es trasllada a Tòquio. La trama tracta principalment de Kabamaru integrant-se a un estil de vida urbà després de passar una infància a la muntanya, de com se sent atret per a la neta del seu tutor, i de com es troba atrapat en la rivalitat entre dues escoles privades.
Igano Kabamaru ha estat adaptat com a anime per a les televisions.

## Anime
La sèrie d'anime està composta per 24 capítols i va ser produïda pel grup TAC i Toho. Els episodis van ser retransmesos al Japó per Nippon Televisionentre del 20 d'octubre de 1983 al 29 de març del 1984.
L'anime d'Igano Kabamaru va ser doblat al valencià/català i emès per Punt 2, el segon canal de la desapareguda Ràdio Televisió Valenciana.